# Запірний тиристор

Позначення запірного тиристора на схемах

Запірний тиристор (англ. gate turn-off thyristor, GTO), також двоопераційний тиристор — особливий тип тиристора, який є силовим (наприклад, 1200 В змінного струму) напівпровідниковим приладом. Він був винайдений General Electric. Запірний тиристор, на відміну від звичайних тиристорів, є повністю керованим перемикачем, який можна вмикати та вимикати за допомогою проводу затвора.

## Опис пристрою

Еквівалентна схема запірного тиристора

Спрощена структура запірного тиристора

Звичайні тиристори (триністори) не є повністю керованими вимикачами (повністю керований вимикач можна вмикати та вимикати за бажанням). Тиристори можна лише вмикати за допомогою керуючого електрода, але не можна вимикати. Тиристори вмикаються сигналом керуючого електрода, але навіть після того, як сигнал керуючого електрода припинено (відключено або прикладене зворотне зміщення), тиристор залишається в увімкненому стані, доки не станеться умов для вимкнення (що може бути застосуванням зворотної напруги до клем або зменшення прямого струму нижче певного порогового значення, відомого як струм утримання). Таким чином, тиристор поводиться як звичайний напівпровідниковий діод після того, як його відкривання.
Запірний тиристор можна відкрити стробуючим сигналом, а також можна заперти стробуючим сигналом негативної полярності.
Відкриття здійснюється позитивним імпульсом струму між керуючим електродом і катодом. Оскільки перехід база-катод поводиться як p-n-перехід, між клемами буде деяка відносно невелика напруга. Явище включення в запірного тиристора, однак, не таке надійне, як звичайного тиристора, і навіть після включення повинен підтримуватися невеликий позитивний струм керуючого електрода, щоб підвищити надійність.
Вимкнення здійснюється негативним імпульсом напруги між керуючим електродом і катодом. Частина прямого струму (приблизно від однієї третини до однієї п'ятої) викрадається та використовується для індукції напруги катод-керуючий електрод, що, у свою чергу, спричиняє падіння прямого струму, і запірний тиристор вимкнеться (переходить у стан блокування).
Запірні тиристори мають тривалий час запирання, через що після того, як прямий струм падає, виникає довгий час хвоста, коли залишковий струм продовжує текти, доки весь залишковий заряд не зніметься з пристрою. Це обмежує максимальну частоту перемикань приблизно до 1 кГц. Однак можна зазначити, що час вимкнення запірного тиристора приблизно в десять разів швидше, ніж у порівнянного звичайного тиристора.
Щоб полегшити процес вимкнення, запірні тиристори зазвичай складаються з великої кількості (сотень або тисяч) невеликих тиристорних елементів, з'єднаних паралельно.
| Характеристика | Опис                               | Тиристор (1600 В, 350 А) | Запірний тиристор (1600 В, 350 А) |
| -------------- | ---------------------------------- | ------------------------ | --------------------------------- |
| VTon           | Падіння напруги у включеному стані | 1,5 В                    | 3,4 В                             |
| t on, tg on    | Час включення, струм затвора       | 8 мкс, 200 мА            | 2 мкс, 2 А                        |
| t вимкнення    | Час вимкнення                      | 150 мкс                  | 15 мкс                            |

Тиристор із розподіленим буферним затвором (DB-GTO) — це тиристор із додатковими шарами PN в області дрейфу для зміни профілю поля та збільшення напруги, заблокованої у вимкненому стані. У порівнянні з типовою структурою PNPN звичайного тиристора, тиристор DB-GTO має структуру PN–PN–PN.

## Зворотне зміщення
Запірні тиристори доступні як з можливістю зворотного блокування або без неї. Можливість зворотного блокування збільшує падіння напруги в прямому напрямку через необхідність мати довгу ділянку P1 з низьким вмістом добавок.
Запірні тиристори, здатні блокувати зворотну напругу, відомі як симетричні запірні тиристори (англ. Symmetrical GTO), скорочено S-GTO. Зазвичай номінальна напруга зворотного блокування та номінальна напруга прямого блокування однакові. Типовим застосуванням симетричних запірних тиристорів є інвертор-джерело струму.
Запірні тиристори, які не здатні блокувати зворотну напругу, відомі як асиметричні запірні тиристори (англ. Asymmetrical GTO), скорочено A-GTO, і, як правило, більш поширені, ніж симетричні запірні тиристори. Зазвичай вони мають номінал зворотного пробою в десятки вольт. Асиметричні запірні тиристори використовуються там, де або застосований паралельний зворотний провідний діод (наприклад, в інверторах- джерелах напруги), або там, де зворотна напруга ніколи не виникне (наприклад, в імпульсних джерелах живлення або тягових переривниках постійного струму).
Запірні тиристори можуть бути виготовлені зі зворотним діодом в одному корпусі. Вони відомі як RCGTO (англ. Reverse Conducting GTO), запірний тиристор із зворотною провідністю.

## Безпечна робоча зона
На відміну від біполярного транзистора з ізольованим затвором (IGBT), запірний тиристор потребує зовнішніх пристроїв (снаберів) для формування струмів увімкнення та вимикання, щоб запобігти руйнуванню пристрою.
Під час увімкнення пристрій має максимальне відношення dI/dt, що обмежує зростання струму. Це робиться для того, щоб весь об'єм пристрою міг увімкнутися до досягнення повного струму. Якщо це відношення перевищено, область пристрою, найближча до контактів затвора, перегріється та розплавиться від перевантаження по струму. Швидкість dI/dt зазвичай контролюється шляхом додавання насичуваного реактора (демпфера включення), хоча dI/dt включення є менш серйозним обмеженням для запірних тиристорів, ніж для звичайних тиристорів, через те, що запірний тиристор побудований з багатьох невеликих тиристорних елементів, розташованих паралельно. Скидання насичуваного реактора зазвичай встановлює мінімальний час у вимкненому стані для схем на основі запірних тиристорів.
Під час вимкнення пряма напруга пристрою повинна бути обмежена до тих пір, поки струм не вимкнеться. Обмеження зазвичай становить близько 20 % номінальної напруги прямого блокування. Якщо напруга підвищується занадто швидко під час вимкнення, не весь пристрій вимкнеться, і вийде з ладу, часто з вибухом, через високу напругу та струм, зосереджений на невеликій частині пристрою. Відповідні демпферні схеми додаються навколо пристрою, щоб обмежити зростання напруги при вимкненні. Скидання ланцюга демпфера зазвичай встановлює мінімальний час в увімкненому стані до ланцюгів на основі запірних тиристорів.
Мінімальний час в увімкненому та вимкненому станах забезпечується в схемах переривника двигуна постійного струму за допомогою змінної частоти перемикання при найнижчому та найвищому робочому циклі. Це можна спостерігати в тягових системах, де частота буде зростати, коли двигун запускається, потім частота залишається постійною в більшості діапазонів швидкості, а потім частота знову падає до нуля на повній швидкості.

## Застосування
Основні сфери застосування — це електроприводи з регульованою швидкістю, інвертори високої потужності та тягові двигуни. Запірні тиристори дедалі частіше замінюються тиристорами з вбудованим затвором (англ. integrated gate-commutated thyristors, IGCT), які є еволюційним розвитком запірних тиристорів, і біполярними транзисторами з ізольованим затвором (IGBT), які є членами сімейства транзисторів.
Вони також використовуються в схемах стартера для люмінесцентних ламп.